# Homalomena corneri
Homalomena corneri là một loài thực vật có hoa trong họ Ráy (Araceae). Loài này được Furtado mô tả khoa học đầu tiên năm 1939.